# Запрудье (Невельский район)
Запрудье (Старое Запрудье, Запруды) — запустевшая деревня в Невельском районе Псковской области России. Входила в состав Артёмовской волости. На карте 2010 года обозначена как урочище Запруды.

## История
Деревня была упразднена решением Псковского облисполкома в 1987 году.

## География
Находилась в 5 верстах к востоку от деревни Мошенино на реке Ева.